# Бернд Баумґарт
Бернд Баумґарт (нім. Bernd Baumgart, 3 липня 1955) — німецький академічний веслувальник.
Олімпійський чемпіон 1976 року в складі вісімки.